# Star Wars VIII. rész – Az utolsó jedik
A Star Wars: Az utolsó Jedik (eredeti cím: Star Wars: The Last Jedi) 2017-ben bemutatott amerikai film, amely a Csillagok háborúja sorozat nyolcadik része, a folytatástrilógia második filmje Az ébredő Erő után.
A filmet Rian Johnson írta és rendezte. A Lucasfilm gyártotta és a Walt Disney Studios Motion Pictures forgalmazza világszerte. A film főszereplői Mark Hamill, Carrie Fisher, Adam Driver, Daisy Ridley, John Boyega, Oscar Isaac, Andy Serkis, Lupita Nyong’o, Domhnall Gleeson, Anthony Daniels és Gwendoline Christie, valamint az új szerepekben feltűnő Benicio del Toro, Laura Dern és Kelly Marie Tran. Ez a film volt Carrie Fisher utolsó munkája, 2016. decemberi halálát követően a filmet az ő emlékének ajánlották az alkotók.
A film tervét 2012 októberében jelentették be, azután, hogy a Disney felvásárolta a Lucasfilmet. A film producerei Kathleen Kennedy és Ram Bergman, míg vezető producere Az ébredő Erő rendezője, J. J. Abrams. A film zenéjét John Williams szerezte; ez volt a nyolcadik Csillagok háborúja film, melynek zenéjét ő komponálta. A film azon jeleneteit, amelyeket Skellig Michaelön, Írországban kellett felvenni, 2015-ben készítették, a további jeleneteket pedig az angol Pinewood Studiosban vették fel 2016 februárja és júliusa között. A film végső munkálatai 2017 szeptemberében fejeződtek be.
A film világpremierje 2017. december 9-én volt Los Angelesben. Az Egyesült Államok mozijaiban 2017. december 15-én, míg Magyarországon 2017. december 14-én mutatták be a filmet, egyes hazai mozik premier előtti vetítéseket is tartottak december 13-án.
A mozikban 1,3 milliárd dollár bevételt termelt, s ezzel a legsikeresebb 2017-ben bemutatott film lett. A kritikusoktól pozitív visszajelzéseket kapott, többen a legjobb Star Wars-filmnek nevezték A Birodalom visszavág óta. A filmet a Filmművészeti és Filmtudományi Akadémia négy kategóriában jelölte Oscar-díjra, valamint a British Academy of Film and Television Arts két kategóriában jelölte BAFTA-díjra. A film folytatása a Star Wars: Skywalker kora, amely 2019. december 19-én került a magyar mozikba.

## Rövid történet
Rey megkezdi a jedi kiképzését Luke Skywalker tanítványaként annak a reményében, hogy ezzel változtathat az Ellenállás helyzetén és legyőzhetik Kylo Rent és az Első Rendet, eközben Leia Organa, Finn és Poe Dameron megpróbálnak elmenekülni egy Első rendi támadás elől.

## Cselekmény
|  | Alább a cselekmény részletei következnek! |

A Leia Organa által vezetett Ellenállás bázisa kiürítésére kényszerül, miután az Első Rend flottája sikeresen megtalálta azt a D’Qar bolygón. Poe Dameron sikeres ellentámadása után az Ellenállók fénysebességre kapcsolva menekülnek üldözőik elől, ám az Első Rend egy új technológia segítségével követni tudja őket. Kylo Ren, Leia fia támadást indít, amely megsemmisíti az Ellenállók parancsnoki hajóját támogató kisebb hajókat, de megérezve anyja jelenlétét, habozik a parancsnoki híd kilövését illetően. Ennek ellenére a TIE vadászok kilövik a parancsnoki hidat, ezzel megölve több vezetőt az Ellenállásból. Leia a támadást követően eszméletét veszti, emiatt Holdo admirálishelyettes veszi át tőle az Ellenállók irányítását. Poe nem ért egyet Holdo titkolózó vezetői stílusával, ezért Finn-nel, BB-8-el és a szerelő Rose Ticóval titkos terv végrehajtásába kezdenek az Első Rend nyomkövető rendszerének kiiktatása érdekében.
Rey megérkezik a távoli Ahch-To bolygóra Csubakka-val és R2-D2-val az Ezeréves Sólyom fedélzetén meggyőzni Luke Skywalkert, hogy térjen vissza és segítse az Ellenállást. Luke, aki a jedik és saját hibái miatt elvágta magát az Erőtől és önkéntes száműzetésbe vonult, visszautasítja a lány ajánlatát, de megrökönyödik barátja, Han Solo halálhírét hallva.
Luke tudta nélkül Rey és Kylo Ren beszélni kezdenek egymással telepatikus látomások segítségével. R2-D2 hathatós közreműködése miatt Luke beleegyezik Rey kiképzésének megkezdésébe. Luke és Kylo Ren különböző történetet mesél Rey-nek arról, hogy a fiú miért választotta a Sötét Oldalt, később Luke beismeri, egy pillanat erejéig játszott a gondolattal, hogy végez az ifjú Kylo Rennel, akinek elméjét akkor már megmérgezte Snoke legfőbb vezér. Az ifjú Kylo megérezte Luke jelenlétét, ami végül a Jedi által felépített új templom és tanítványainak elpusztítását okozta. Rey abban a hitben, hogy vissza tudja téríteni Rent, elhagyja a szigetet, hogy egyedül szálljon szembe vele. Luke eközben arra készül, hogy felégesse a szigeten álló templomot és könyvtárat, ekkor megjelenik Yoda mester szelleme, aki maga égeti fel a templomot és biztatja Luke-ot, hogy tanuljon a hibáiból.
Holdo elmondja a tervét, hogy kisebb hajókat használva menekítené ki a megmaradt Ellenállókat. Poe a tervet veszélyesnek és gyávának ítéli meg, ezért lázadást szít.
Finn, Rose és BB-8 Canto Bightban megismerkednek DJ-vel, aki felajánlja nekik a segítségét a nyomkövető hatástalanításában. Azonban Snoke hajójára való megérkezésüket követően Phasma százados elfogja őket, csak BB-8 menekül meg. Rey is megérkezik a hajóra, de Kylo Ren elfogja és Snoke elé vezeti, aki elmondja, ő hozta létre a kapcsolatot Rey és Kylo Ren között annak érdekében, hogy végleg legyőzhesse Luke Skywalkert. Snoke megparancsolja Kylo Rennek Rey megölését, aki a lány helyett magát a Legfőbb vezért öli meg, majd együttműködve a lánnyal végeznek Snoke elit testőrségével. Kylo kéri Rey-t, hogy álljon mellé és irányítsák együtt a galaxist, de Rey visszautasítja. Az Erő segítségével mindketten próbálják megszerezni Anakin Skywalker fénykardját, amely ez alatt kettétörik.
Leia eközben felépül és elkábítja a lázadást szító Poe-t, ezzel megkezdődhet a közeli Crait bolygón található, elhagyott Lázadó-bázisra történő menekülés. Holdo a hajón marad, mivel azt irányítani kell, ezzel próbálja félrevezetni az Első Rend flottáját.
DJ jutalomért elárulja az Ellenállók tervét az Első Rendnek, az Ellenállók ezért jelentős veszteségeket szenvednek. Holdo feláldozza önmagát, amikor úgy dönt, hogy fénysebességgel belehajt Snoke hajójába, ezzel megbénítva az Első Rendet. Rey a káoszt kihasználva elmenekül a hajóról, míg Kylo Ren kikiáltja magát új legfőbb vezérnek. BB-8 sikeresen megmenti Rose-t és Finnt, akik legyőzték Phasma századost, majd csatlakoznak a többi Ellenállóhoz a bázison. Rövidesen az Első Rend hajói is megérkeznek. Poe, Finn és Rose vezetik a támadást a Rend szuperlézer-ostromágyúja ellen régi sísiklókkal. Rey a Sólyommal elcsalja a TIE-vadászokat, Rose pedig megmenti Finnt a biztos haláltól. Az Első Rend szuperfegyvere lyukat üt az Ellenállók bázisának kapuján.
Luke váratlanul megjelenik a bázison, és egyedül szembeszáll Kylóval azért, hogy eközben a megmaradt Ellenállók el tudjanak menekülni. Kylo Ren utasítja az Első Rend erőt, hogy lőjék Luke-ot, ám ez hatástalan marad, ezért személyesen harcol a Jedivel. Ren összecsap Luke-kal, de végül felismeri, hogy Luke nincs a bolygón valójában, csak az Erő segítségével vetíti ki magát. Luke közli Rennel, hogy nem ő lesz az utolsó Jedi, eközben Rey az Erőt használva segít az Ellenállóknak, hogy fel tudjanak szállni a Sólyom fedélzetére, majd azzal el tudjanak menekülni. Luke az Ahch-Tón a kimerültség miatt eggyé válik az Erővel. Leia biztosít mindenkit, hogy a lázadásnak mindene megvan, ami szükséges az újjáéledéshez. Eközben Canto Bightban az egyik fiú, aki segített Finnek és Rose-nak, az Erő segítségével megragadja a seprűt és reménykedve bámulja a horizontot.
|  | Itt a vége a cselekmény részletezésének! |

## Szereplők
| Szereplő            | Színész             | Magyar hang      | Megjegyzés                                                                                             |
| ------------------- | ------------------- | ---------------- | --- |
| Luke Skywalker      | Mark Hamill         | Stohl András     | Az utolsó jedi mester, aki önkéntes száműzetésbe vonult az Ahch-To bolygóra.                           |
| Leia Organa         | Carrie Fisher       | Kovács Nóra      | Luke ikertestvére, az Ellenállás vezetője.                                                             |
| Kylo Ren / Ben Solo | Adam Driver         | Zöld Csaba       | Snoke legfőbb vezér tanítványa, a Ren lovagjainak mestere. Han Solo és Leia gyermeke, Luke unokaöccse. |
| Rey                 | Daisy Ridley        | Sallai Nóra      | Roncsvadász a Jakku bolygóról, aki csatlakozik az Ellenálláshoz és elmegy felkeresni Luke Skywalkert.  |
| Finn / FN-2187      | John Boyega         | Szatory Dávid    | Korábban rohamosztagos volt, de megszökött az Első Rend kötelékéből.                                   |
| Poe Dameron         | Oscar Isaac         | Rajkai Zoltán    | Az Ellenállás legjobb pilótája.                                                                        |
| Snoke legfőbb vezér | Andy Serkis         | Fekete Ernő      | Az Első Rend vezére, Kylo Ren mestere.                                                                 |
| Maz Kanata          | Lupita Nyong’o      | Varga Gabriella  | Korábban kalóz, az Ellenállás szövetségese.                                                            |
| Hux tábornok        | Domhnall Gleeson    | Fehér Tibor      | Korábban a Csillagpusztító Bázis parancsnoka.                                                          |
| C-3PO               | Anthony Daniels     | Galbenisz Tomasz | Protokoll droid Leia szolgálatában.                                                                    |
| Phasma százados     | Gwendoline Christie | Ruttkay Laura    | Az Első Rend rohamosztagosainak parancsnoka.                                                           |
| Rose Tico           | Kelly Marie Tran    | Laurinyecz Réka  | Az Ellenállás műszerésze.                                                                              |
| Amilyn Holdo        | Laura Dern          | Csere Ágnes      | Az Ellenállás admirálisa.                                                                              |
| Yoda                | Frank Oz            | Szacsvay László  | A Jedi rend halott vezetője, Luke mentora, aki szellemként jelenik meg.                                |
| DJ                  | Benicio del Toro    | Király Attila    | Egy alvilági kódtörő.                                                                                  |

### Régi szerepet új színész alakít
- Joonas Suotamo alakítja Csubakka szerepét átvéve a betegeskedő Peter Mayhewtől, aki a szereppel kapcsolatos tanácsadóként vett részt a filmben.[11][12]
- R2-D2 szerepét Jimmy Vee játssza, Kenny Baker halála miatt.[13]

### Ismét feltűnik a filmben
- Billie Lourd, Mike Quinn és Timothy D. Rose visszatértek a VII. epizódban alakított szerepeikben.[14][15][16]
- BB-8-ot ismét Dave Chapman és Brian Herring irányítja,[17] hangját Ben Schwartz adja, melyet Bill Hader modulál egy szintetizátoron keresztül.[18]

### Új szerepek
- Amanda Lawrence mint D’Acy parancsnok, magyar hangját Orosz Anna kölcsönözte.
- Mark Lewis Jones mint Canady százados, magyar hangját Orosz István adta.
- Adrian Edmondson mint Peavey kapitány, magyar hangját Besenczi Árpád adta.
- Rose testvérét, Paige Ticót Ngô Thanh Vân játssza, magyar hangját Bálizs Anett kölcsönözte.
- Hermione Corfield Tallie Lintrát alakítja, aki az Ellenállás pilótája. Noah Segan és Jamie Christopher játssza Starck és Tubbs pilótákat.[19]
- Justin Theroux alakítja a kódtörő mestert, magyar hangja Kautzky Armand. Lily Cole a kódtörő partnereként jelenik meg a filmben.[20] A Canto Bightban feltűnik Nemes Zoé, magyar származású modell is.
- Joseph Gordon-Levitt adja Slowen Lo hangját a filmben, a magyar szinkronban Seszták Szabolcs.[21]
- A több Star Wars filmben feltűnő Warwick Davis most Wodibin szerepét játssza.[22]
- A Zsivány Egyes rendezője, Gareth Edwards[23] Ellenálló katonát alakít. Edgar Wright és Joe Cornish rendező is megjelenik a filmben kisebb szerepben.
- Hamill gyermekei, valamint Gary Barlow az Ellenállás katonáiként tűnnek fel a filmben.[24]
- Vilmos herceg és Henrik herceg rohamosztagosként jelenik meg a filmben.[25] Tom Hardy szintén forgatott jelenetet rohamosztagosként, ám ez nem került bele a film végső verziójába.[26]
- Mark Hamill alakítja a filmben Dobbu Scay karakterét is, a szereplő Canto Bightban tűnik fel a kaszinóban, ahol BB-8-et összetéveszti egy játékgéppel.[27]
- A film rendezője kölcsönözte Yasto Attsmun báró hangját. A karakter Canto Bightban látható a lebegő luxus jachtja fedélzetén.[28]

## Gyártás és forgatás

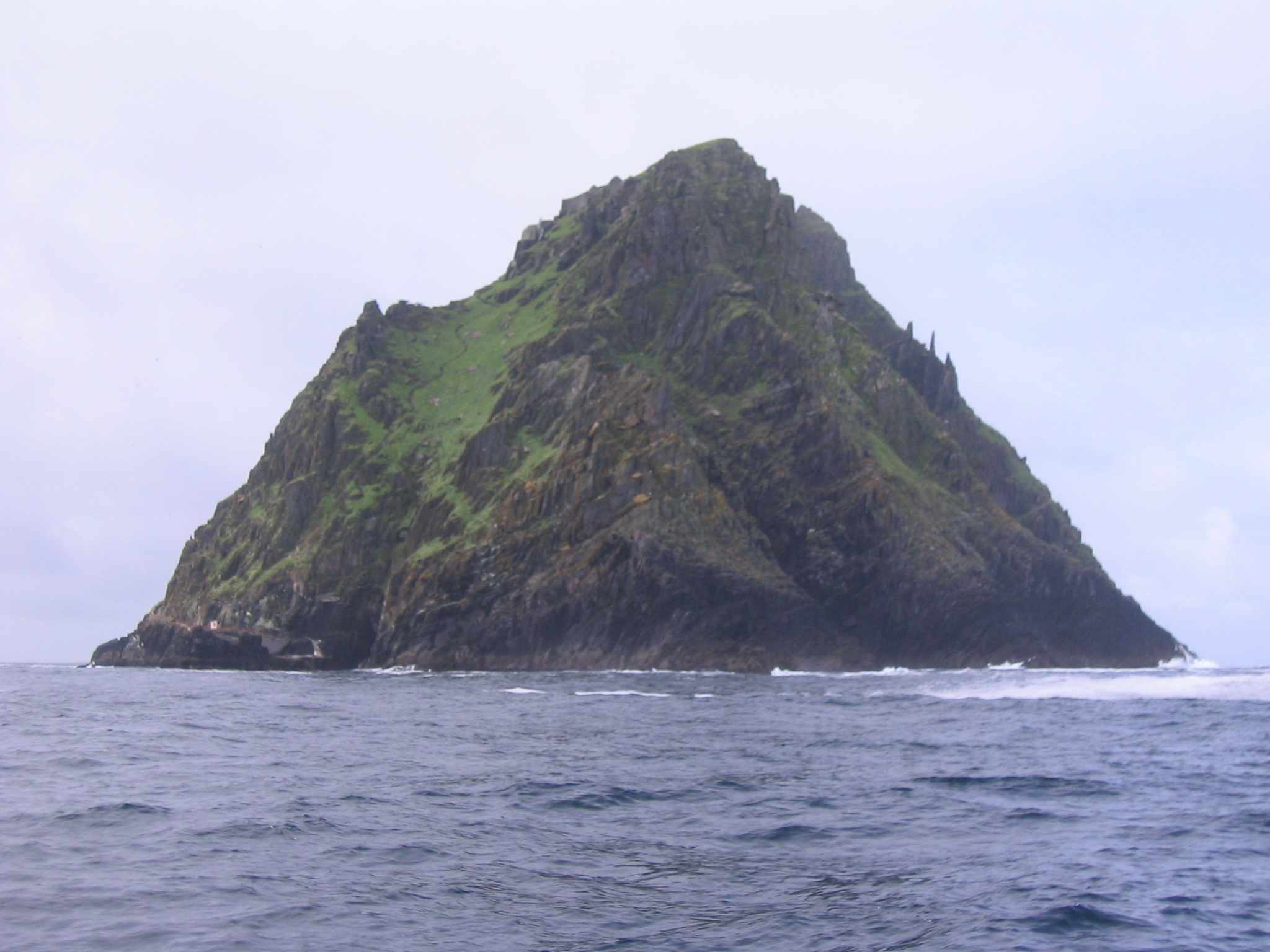
A Skellig Michael sziget a filmben az Ahch-To bolygóként jelenik meg, ahol Luke Skywalker elszigetelten él

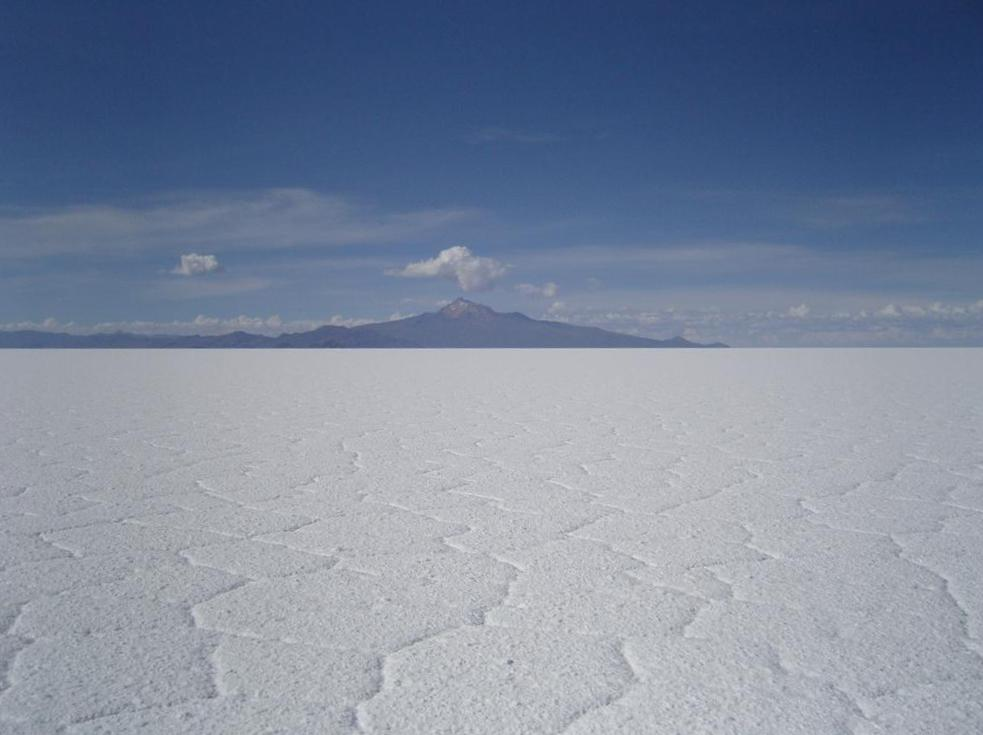
A Crait bolygón játszódó csatajeleneteket Salar de Uyuni sósivatagjában vették fel, Bolíviában

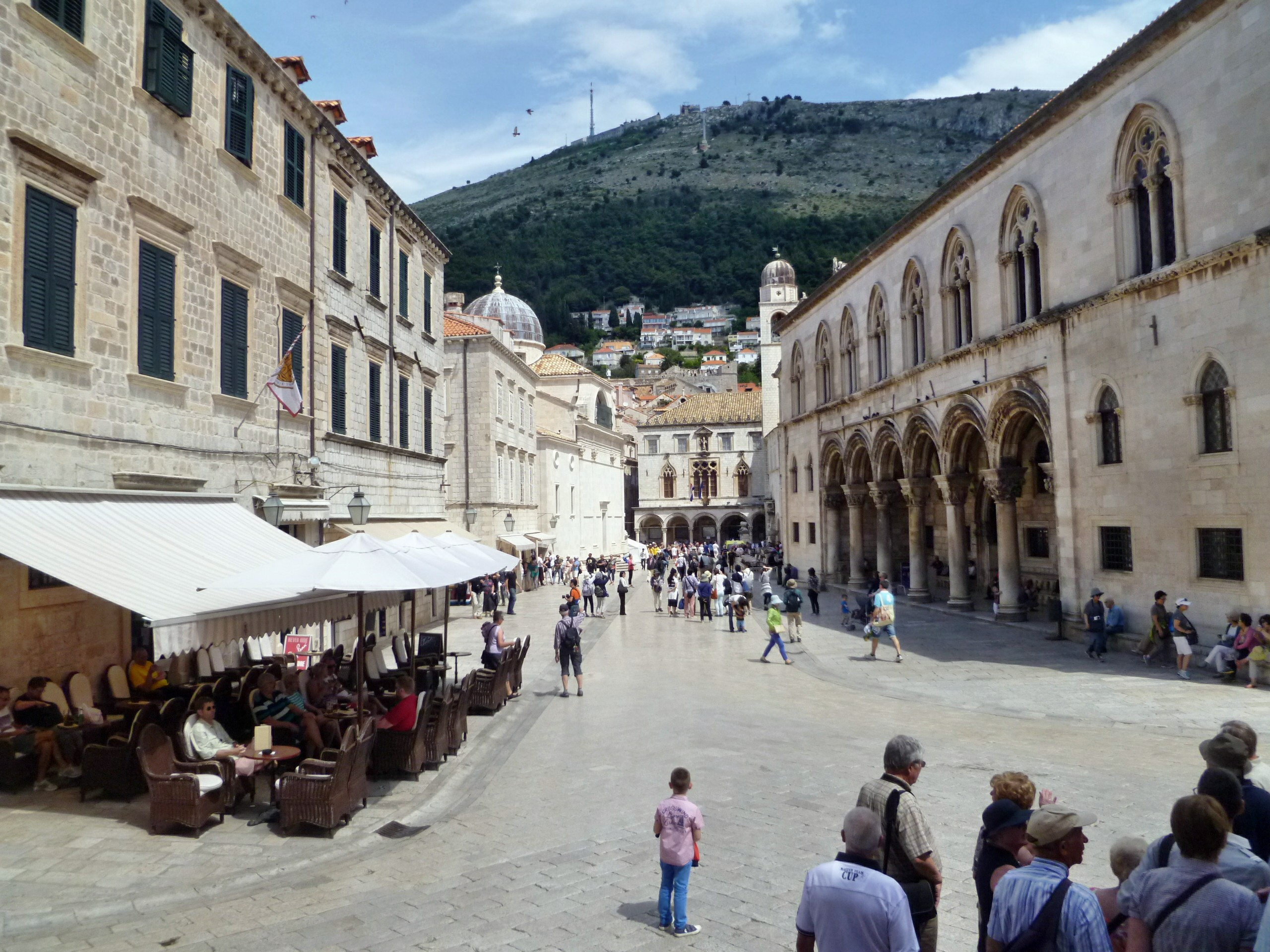
A Canto Bightban játszódó jeleneteket Dubrovnikban forgatta a stáb 2016-ban

2012 őszén olyan híresztelések láttak napvilágot, hogy a VIII. és IX. epizódok forgatókönyveit Lawrence Kasdan, A Birodalom visszavág és A jedi visszatér forgatókönyvírója és Simon Kinberg írnák, valamint Kathleen Kennedyvel közösen mindhárom új film producerei lennének. 2014. június 20-án derült ki, hogy Rian Johnson lesz a VIII. epizód írója és rendezője, és hogy ő készíti majd el a IX. film vázlatát is.
A legelső jeleneteket már 2015 szeptemberében forgatták az Írország partjainál fekvő Skellig Michael szigeten, amely először Az ébredő Erő-ben volt látható. Skellig Michaelön az időjárási viszonyok miatt a hajózás április és szeptember között biztonságos, és mivel a szigetet csak helyi hajósok segítségével lehet megközelíteni, ezért döntött a stáb úgy, hogy az itteni jeleneteket még szeptemberben felveszik, 5 hónappal a produkció hivatalos kezdete előtt. Rossz időjárás miatt az első napi forgatásokat így is el is kellett halasztani, mivel a hajósok nem vállalkoztak arra, hogy a filmeseket a szigetre vigyék. A további jelenetek forgatása hivatalosan 2016 februárjától folyt Angliában a Pinewood Studiosban; itt a film az Űrmedve munkacímet kapta. Március 9-16 között a forgatás a horvátországi Dubrovnikban folytatódott, ahol a kaszinóvárosban játszódó jeleneteket forgatták. Április 20-án a stáb visszatért Írországba, ahol további Ahch-Tón játszódó jeleneteket forgattak, a Dingle-félszigeti Ceann Sibealnál. A film helyszínéül szolgált a bolíviai Salar de Uyuni sósivatag is, ahol a Crait bolygón játszódó csatát vették fel 2016 júliusában. Ugyanezen jelenetsor egyes részeit a Bonneville sós síkságon forgatták.
A film forgatásai hivatalosan 2016. július 22-én fejeződtek be, ám 2016 szeptemberéig a Maz Kanatat alakító Nyong’o jeleneteit még nem vették fel. 2017 februárjában bejelentették, hogy a film egyes részeit IMAX kamerákkal forgatták. Rick Heinrichs díszlettervező elmondta, hogy az eredeti forgatókönyv szerint 160 díszletre lett volna szükség, de végül 125 díszletet és négy műtermet használtak a filmhez a Pinewood Studiosban.
Neal Scanlan elmondta, hogy Az utolsó Jedik forgatása során összesen 180-200 élőlényt keltettek életre számítógépes technika alkalmazása nélkül, ám ezek nem mindegyike került bele a film végleges verziójába. Az eredeti trilógiához hasonlóan Yoda megjelenítéséhez nem használtak számítógépes technikát, az öreg mester szellemét Frank Oz bábos keltette életre.
A Canto Bightban játszódó egyik jelenet utalást tartalmaz az 1985-ben készült Terry Gilliam filmre, a Brazilra, ebben a jelenetben Finnt és Rose-t letartóztatják, amiért 27B/6 számú parkolási szabálysértést követnek el.

### Zene
Egy 2013-ban adott koncertje során John Williams kifejezte abbéli reményét, hogy ő szerezheti majd mindhárom új Csillagok háborúja film zenéjét. A Star Wars Insider magazin 122. száma 2013. szeptember 3-án azt sugallta, hogy valóban Williams fogja szerezni az új filmet zenéjét, ám a Lucasfilm kijelentette, hogy eddig csak a VII. epizódra szerződött a zeneszerzővel. 2016 augusztusában Williams maga jelentette be, hogy ő fogja szerezni a film zenéjét, melynek felvételei 2016. decembere és 2017. áprilisa között zajlottak.
A film zenéje 2017. december 15-én jelent meg, hazánkban hagyományos CD formátumban a Universal Music Group adta ki.
A film zenéjét a a legjobb eredeti filmzene kategóriában jelölte Oscar-díjra a Filmművészeti és Filmtudományi Akadémia, ez volt John Williams ötvenegyedik jelölése a díjra.

## Bemutató
A film eredetileg 2017. május 26-án került volna a mozikba, de a stúdió 2017 januárjában december 15-re halasztotta a premiert. A film címét 2017. január 23-án tették közzé. A film a The Last Jedi címet kapta. Az első plakáton a „Star Wars” feliratot pirossal írták.
Az utolsó jedik világpremierje 2017. december 9-én volt Los Angelesben. A film európai premierje Londonban a Royal Albert Hallban volt 2017. december 12-én. A filmet a hazai mozik 2017. december 14-től vetítették, de több mozi is tartott premier előtti vetítéseket december 13-án este.

### DVD, Blu-ray és UHD kiadások
Az utolsó Jedik 2018. március 27-én jelent meg DVD-n és blu-ray-en az Egyesült Államokban, a digitális változat azonban már március 13-tól elérhetővé vált. Ez volt az első Star Wars epizód, amelynek megjelent 4K UHD kiadása is. Az európai értékesítés 2018 áprilisában kezdődött meg. Hazánkban 2018. április 25-én jelent meg a film DVD és Blu-ray formátumban a ProVideo kiadásában. Az USA-ban a film DVD és Blu-ray kiadásából 17 hét alatt 3 869 705 példány fogyott el. Az Egyesült Államokban Az utolsó jedik volt a második legsikeresebb BD kiadás a 2018-as évben, maga mögé utasítva a mozikban sikeresebben teljesítő Fekete Párducot is.

### Regényváltozatok
A film regényváltozatát Jason Fry írta, a kötet 2018 márciusában jelent meg. A filmből gyermekek számára is készült feldolgozás, ennek a szerzője Michael Kogge volt.

## Magyar cím
A VIII. epizód hivatalos alcímét 2017. január 23-án jelentette be a Lucasfilm, amely a The Last Jedi lett. A jedi szó az angolban mind az egyes, mind pedig többes számot is jelenthet. A film magyar forgalmazója februárban jelentette be a hivatalos magyar alcímet, amely akkor még Az utolsó Jedi volt. Később azonban megváltoztatták a magyar alcímet a jelenlegi többes számban levő változatra, melynek indoklásaként az egyéb külföldi fordításokat jelölték meg. A vita eldöntése érdekében az epizód írója és rendezője, Rian Johnson számos interjúban nyilatkozta, hogy a film alcímében a jedi egyes számban van, azaz Az utolsó jedi volna a helyes fordítás, de a magyar forgalmazó már nem változtatta meg újra az alcímet a nyilatkozatok hatására. 2019. április 29-én a Star Wars: Skywalker kora cím magyarázata során a forgalmazó Az utolsó jedik cím kapcsán a következőt mondta: „Az utolsó jedik esetében csupán az okozott fennakadást, hogy a jóváhagyáskor a stúdiónak nem volt tudomása róla, hogy nálunk a jedi szónak jelzett a többes száma.”

## Fogadtatás

### Bevétel
Az utolsó jedik produkciós költsége 200 millió dollár volt, míg a film teljes költségvetése 578,3 millió dollárt számlált. A film 417,5 millió dollár tiszta hasznot hozott a stúdiónak, ezzel a 2017-es év legnyereségesebb produkciója lett, a Disney égisze alatt készülő Star Wars produkciók közül pedig a második legnyereségesebb alkotás a film.
A film 2017. december 15-én csak Amerikában 104,8 millió dollárt bevételt termelt. Hazánkban a film minden idők legnagyobb nyitóhétvégéjét produkálta, 421,9 millió forint bevételt hozott a magyarországi vetítések első öt napja alatt. 2017. december 31-én a film átlépte az egymilliárd dolláros bevételt.
2018. január 14-re a film bevételei meghaladták az 1,264 milliárd dollárt, ezzel a film a legsikeresebb 2017-ben bemutatott film lett megelőzve az addigi rekordert, A szépség és a szörnyeteget. Az utolsó jedikre 909 512 darab jegyet adtak el a magyar mozik, a film 1 381 361 944 Ft bevételt termelt hazánkban.

### Kritikai visszhang
A Rotten Tomatoes oldal mérése alapján a film kritikáinak 91%-a pozitív volt, ennek eredményeként az oldal az éves összesítésében Az utolsó jediket a 2017-es év legjobb filmjeként nevezte meg a sc-fi/fantasy kategóriában. A Metacriticen 85 pontot kapott a kritikusoktól, amely „egyetemes elismerésre” utal. A CinemaScore mérése szerint a közönség A osztályzatot adott a filmnek, egy „A+”-tól „F”-ig terjedő skálán, a comScore mérése alapján a nézők 89%-a összességében pozitív véleménnyel voltak a filmről és 79%-uk biztosan ajánlaná azt. A SurveyMonkey felmérése szerint azok a felnőttkorú nézők, akik látták Az utolsó jediket, 89%-ban „imádták” vagy „kedvelték” azt.
A kritikusok pozitív visszajelzései ellenére a Rotten Tomatoes és a Metacritic oldalán a film a nézői voksok alapján mindössze 48%-ot, illetve 4.5/10 pontot ért el. Több cikkben fejtegették, hogy ezen negatív visszajelzések feltehetően a voksok internetes csoportok, vagy botok szervezett manipulációjának eredményei lehetnek. A Quartz című folyóirat megjegyezte, hogy sok újonnan regisztrált felhasználó mind Az utolsó Jediknek, mind a Thor: Ragnarök című filmnek negatív értékelést adott, a Bleeding Cool internetes portál arról írt, hogy a Thor eleinte negatív értékeléseket kapott, de később a pozitív visszajelzések száma jócskán meghaladta a kezdeti negatívokét. Válaszként a manipulációs találgatásokra a Rotten Tomatoes kiadott egy közleményt, melyben tagadta, hogy ilyen kísérletre sor került volna, de azt megjegyezték, hogy az írott értékelések száma növekedett a szokásoshoz képest. 2019 márciusában a Rotten Tomatoes szóvivője elismerte, hogy a film értékeléseit „erősen manipulálták” erre a célra szerveződött csoportok.
Az újságírók és kritikusok megosztónak nevezték Az utolsó jediket a nézők körében. Todd VanDerWerff, a Vox újságírója azt írta, hogy az elégedetlen rajongók túl progresszívnak találták a filmet, nem kedvelték annak cselekményét, humorát, karakterábrázolását, vagy csalódottak voltak, hogy a teóriáik nem váltak realitássá. Több újságíró is VanDerWerff véleményével megegyező cikket írt. Különösen megosztó volt az a döntés, hogy Rey szüleinek kiléte jelentéktelen a történet szempontjából, hiszen több rajongó is Luke Skywalker leányának hitte, vagy azt várta, hogy a korábbi részekből ismert karakterek valamelyikének leszármazottja legyen. Többen gondolták, hogy Snoke karakterének nagyobb jelentőséggel kellett volna bírnia a cselekmény szempontjából, valamint hogy Luke ábrázolása szakított a korábbi hősies személyiségével. Több cikk is kiemelte, hogy egyes teóriák olyan nagy visszhangot kaptak, hogy a nézők egyes csoportja nem tudott elvonatkoztatni tőlük, ezért csalódtak a filmben. Ennek ellenére több rajongó is dicsérte a film cselekményét, hangvételét és eltéréseit a szokásos Star Wars-filmektől.

## Fontosabb díjak és jelölések
BAFTA-díj (2018)
- jelölés: legjobb hang (2018) – Ren Klyce, David Parker, Michael Semanick, Stuart Wilson, Matthew Wood
- jelölés: legjobb vizuális effektusok – Stephen Alpin, Chris Courbould, Ben Morris, Neal Scanlan

Oscar-díj (2018)
- jelölés: legjobb hangvágás (2018) – Matthew Wood és Ren Klyce
- jelölés: legjobb hangkeverés (2018) – David Parker, Michael Semanick, Ren Klyce és Stuart Wilson
- jelölés: legjobb vizuális effektusok – Ben Morris, Mike Mulholland, Neal Scanlan és Chris Corbould
- jelölés: legjobb eredeti filmzene- John Williams

AARP-díj (2018)
- díj: felnőtteknek szóló legjobb film

Empire-díj (2018)
- díj: legjobb film
- díj: legjobb rendező – Rian Johnson
- díj: legjobb színésznő – Daisy Ridley
- díj: legjobb vizuális effektusok>
- díj: legjobb jelmeztervezés – Micahel Kaplan
- jelölés: legjobb színész – John Boyega
- jelölés: legjobb új színész – Kelly Marie Tran
- jelölés: legjobb sci-fi/fantasy
- jelölés: legjobb látványtervezés

Szaturnusz-díj (2018)
- díj: legjobb forgatókönyv – Rian Johnson
- díj: legjobb férfi főszereplő – Mark Hamill
- díj: legjobb vágás – Bob Ducsay
- jelölés: legjobb sci-fi film
- jelölés: legjobb rendező – Rian Johnson
- jelölés: legjobb színésznő – Daisy Ridley
- jelölés: legjobb női mellékszereplő – Carrie Fisher (posztumusz)
- jelölés: legjobb női mellékszereplő – Kelly Marie Tran
- jelölés: legjobb látványtervezés – Rick Heinrichs
- jelölés: legjobb filmzene – John Williams
- jelölés: legjobb smink – Peter Swords King, Neal Scanlan
- jelölés: legjobb jelmez – Michael Kaplan
- jelölés: legjobb különleges effektusok – Ben Morris, Michael Mulholland, Neal Scanlan, Chris Corbould

## Érdekességek
- Minden Star Wars-filmben elhangzik egy szereplőtől, hogy „Rossz előérzetem van”, ebben a részben ezt BB-8-től hallhatjuk csipogás formájában.
- Az Ellenállás vezérhajóját Raddusnak hívják a Zsivány Egyes-ben szereplő Mon Calamari lázadó tábornok után, bár a filmben erre nincs utalás.
- Szintén a Zsivány Egyes-re utal a „hiperűr-követés”, mert ott szerepelt a Halálcsillag akkori tervrajzai között, mint kísérleti projekt.
- Luke robotkezén kivehető a sérülés, amit még A jedi visszatérben szerzett.
- Az a három ember, akik egy konténer takarásából figyelik Luke-ot a Crait bolygón, azok Mark Hamill gyermekei, Chelsea, Nathan és Griffin Hamill.
- Hamill adta a hangját és mozdulatait annak a részeg űrlénynek, aki a kaszinóban nyerőgépnek nézi BB-8-et és érméket dobál bele.
- Luke halála pillanatában az Ahch-To bolygó naplementéjét kémleli, mely egy időre kettős naplementévé válik, utalva a Tatuinra.
- Luke iránytűje először a Battlefront II. című Star Wars számítógépes játékban tűnik fel.
- Luke X-szárnyú vadásza a vízben csak három szárnnyal rendelkezik, a negyedik ugyanis a kunyhója bejárati ajtaja.
- Az Ahch-To-n élő porgokat a Skellig Michael-ön őshonos lundák ihlették.

## Folytatás
A Star Wars: Skywalker kora, amely a folytatás trilógia befejező epizódja, 2019. december 19-én került a mozikba hazánkban. Eleinte a rendezői feladatokat Colin Trevorrow-ra bízták, ám 2017. szeptember 5-én a Lucasfilm bejelentette, hogy a rendező mégsem vállalja a munkát. Egy héttel Trevorrow távozása után a Lucasfilm bejelentette, hogy az epizódot J. J. Abrams rendezi, valamint a forgatókönyvet is ő írja Chris Terrioval. Abrams és Terrio elmondta, hogy a kilencedik epizód minden eddigi trilógiát összeköt és minden trilógiából vesz át elemeket.

## Lásd még
A Csillagok háborúja dátumai